# Podotheca fuscescens
Podotheca fuscescens là một loài thực vật có hoa trong họ Cúc. Loài này được (Turcz.) Benth. miêu tả khoa học đầu tiên năm 1867.